# Асанидзе, Николай Алексеевич
Николай Алексеевич Асанидзе (1892, Кутаисский уезд, Кутаисская губерния, Российская империя — неизвестно, Орджоникидзевский район, Грузинская ССР) — звеньевой колхоза «Медгари шрома» Орджонидзевского района, Грузинская ССР. Герой Социалистического Труда (1950).

## Биография
Родился в 1892 году в крестьянской семье в одном из сельских населённых пунктов Кутаисского уезда. С раннего возраста трудился в сельском хозяйстве. Во время коллективизации вступил в местный колхоз, где трудился на виноградниках. В послевоенное время — звеньевой виноградарей в колхозе «Медгари шрома» Орджоникидзевского района.
В 1949 году звено под его руководством собрало в среднем с каждого гектара по 84,6 центнера винограда шампанских вин на участке площадью 3,1 гектара. Указом Президиума Верховного Совета СССР от 5 сентября 1950 года удостоен звания Героя Социалистического Труда за «получение высоких урожаев винограда в 1949 году» с вручением ордена Ленина и золотой медали «Серп и Молот» (№ 5664).
После выхода на пенсию проживал в Орджоникидзевском районе. Дата смерти не установлена.